# Laufen (Zwitserland)
Laufen is een gemeente en plaats in het Zwitserse kanton Basel-Landschaft, en maakt deel uit van het district Laufen.
Laufen telt 5.365 inwoners (2013). In 2020 was het inwonertal opgelopen tot ruim 5700.

De hoogste berg van Laufen is de Mätteberg (672 m).
Laufen ligt in het Laufental aan de rivier de Birs. Het pittoreske stadje heeft een middeleeuws centrum met enkele bezienswaardigheden, zoals de drie stadspoorten, waarvan de Obertor met de 'Zeitturm' met grote wijzerplaat de opvallendste is. Voorts het stadhuis uit 1672 (gerestaureerd in 1976), de rooms-katholieke 'Herz-Jesu'-kerk (1914) en de Katharinenkerk uit 1698 met een fraai altaar en mooie preekstoel. Het stadje is in meerderheid katholiek (54,7% in 2014, aldus gegevens van het kanton Basel-Landschaft). 

Laufen ligt aan de Jura-spoorlijn Basel - Biel/Bienne en heeft een treinstation.
In juni 1973 en augustus 2007 werd het oude centrum van Laufen getroffen door overstromingen. De loop van de rivier de Birs is na 2007 daarom gewijzigd en verbreed.
Vóór 1994 maakte Laufen deel uit van het kanton Bern. Echter, door de komst van het nieuwe kanton Jura in 1979, raakte Laufen geografisch geïsoleerd van Bern. In een lokaal referendum in november 1989 koos de bevolking met 51,7% bijgevolg voor aansluiting bij het aangrenzende kanton Basel-Landschaft. De opkomst was met 93,6% uitzonderlijk hoog.

## Geboren
- Erwin Federspiel (1871-1922), militair en koloniaal ambtenaar in dienst van koning Leopold II van België